# New Holland (vállalat)
A New Holland egy mezőgazdasági gépgyártó cég, a CNH Industrial N.V. nevű globális nagyvállalat része. A New Holland mezőgazdasági termékei közé tartoznak traktorok, kombájnok, bálázók, szecskázók, önjáró permetezők, vetőgépek, hobbi traktorok, egyéb mezőgazdasági és munkagépek, valamint szőlő betakarítók.

## Története
Az eredeti New Holland Machine Company-t 1895-ben, New Holland nevű településen alapították, Pennsylvania államban. A Sperry Corporation nevű cég felvásárolta 1947-ben, majd a Ford Motor Company 1986-ban, s végül a FiatAgri 1991-ben. 1999-ben a New Holland része lett a CNH Global (CNH) márkának, amely a Fiat Industrial tulajdonában volt. 2013. szeptember 29-én a CNH Global N.V. és a Fiat Industrial S.p.A. egyesültek a hollandiai székhelyű CNH Industrial N.V.-re. Ezt követően a CNH Industrial N.V. mind a New York-i tőzsdén, mind a milánói tőzsdén (Mercato Telematico Azionario) szerepel. A New Holland eszközöket világszerte gyártják; a jelenlegi adminisztratív központ Torinóban, Olaszországban található. Az elmúlt években a cég több díjat kapott termékeiről, formatervezéseiről és innovatív fejlesztéseiről (ABS Super Steer rendszer, Opti Fan rendszer, Intellifill rendszer). A New Holland 2007 és 2010 között fő támogatója volt a  Juventus FC-nek.

## Termékek
- Mezőgazdasági gépek
- Mezőgazdasági földmunka eszközök
- Munkagépek

New Holland gépek
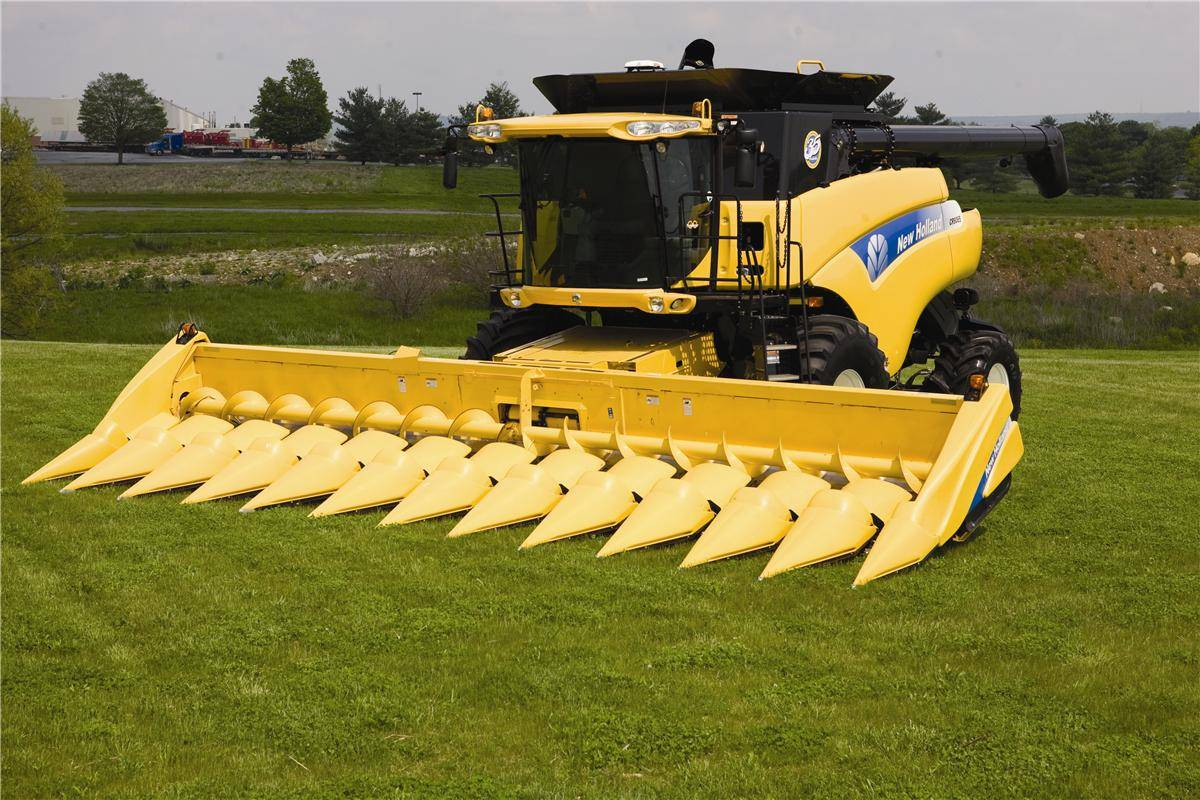
Kombájn
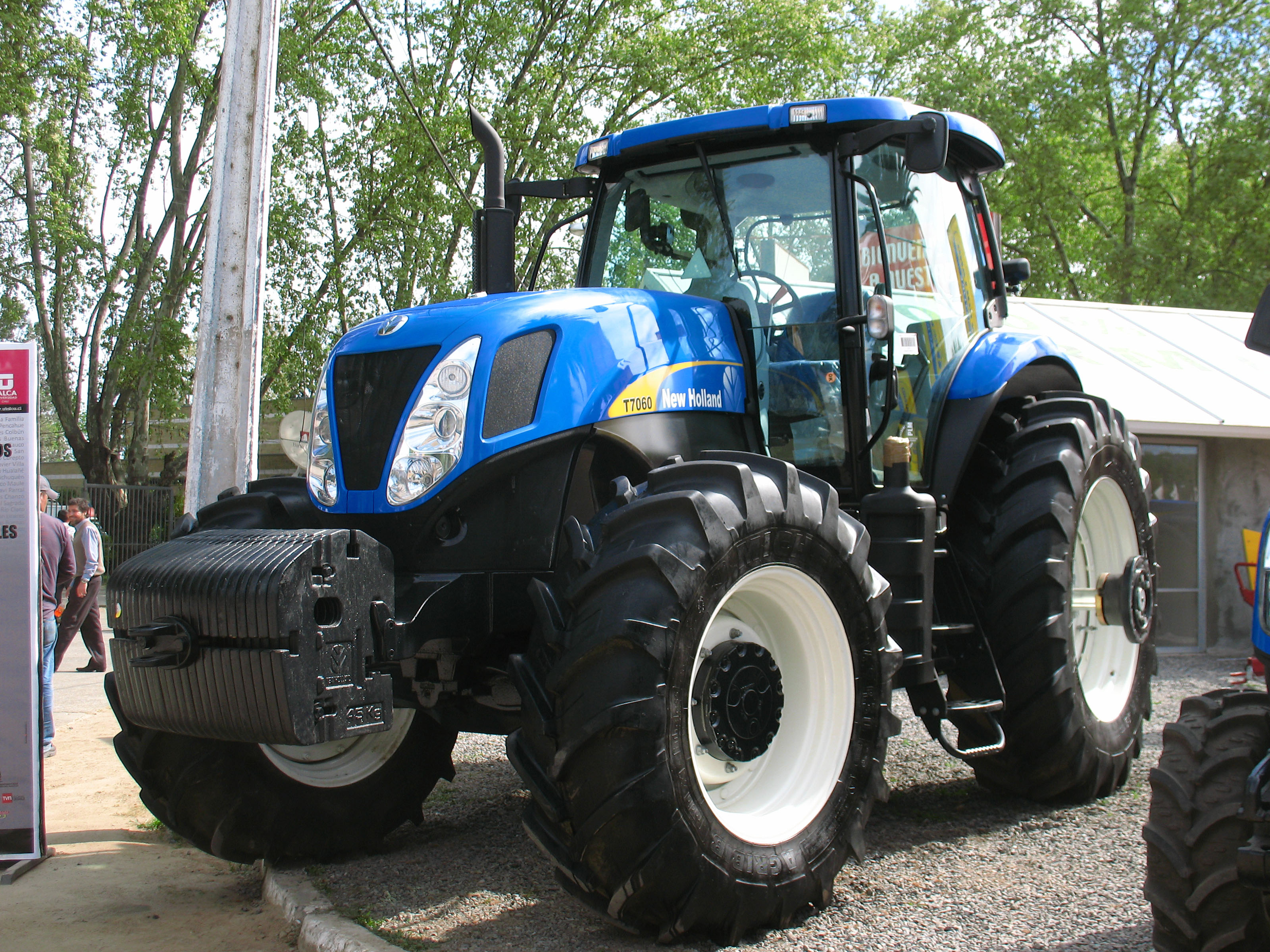
Traktor1
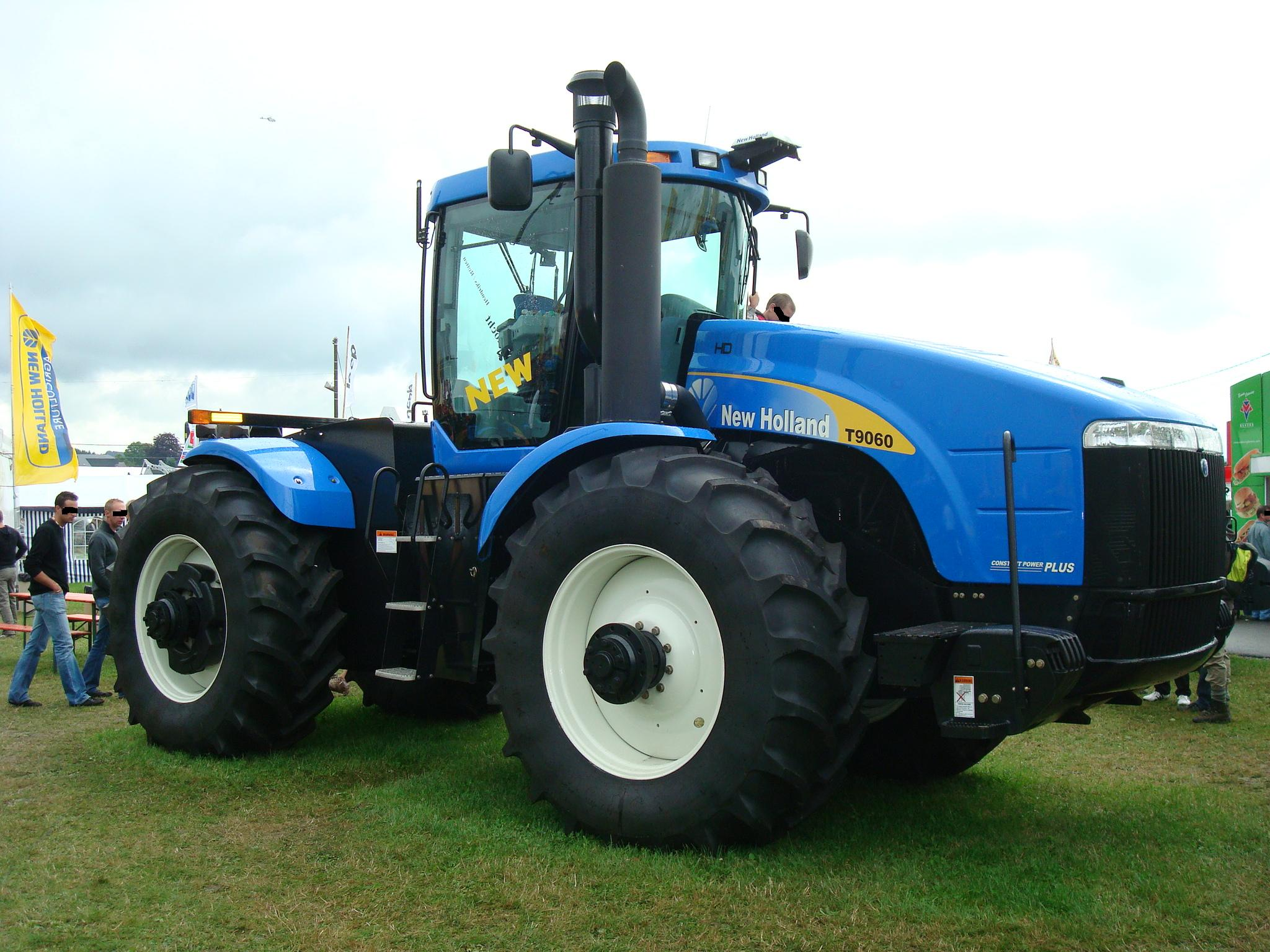
Traktor2
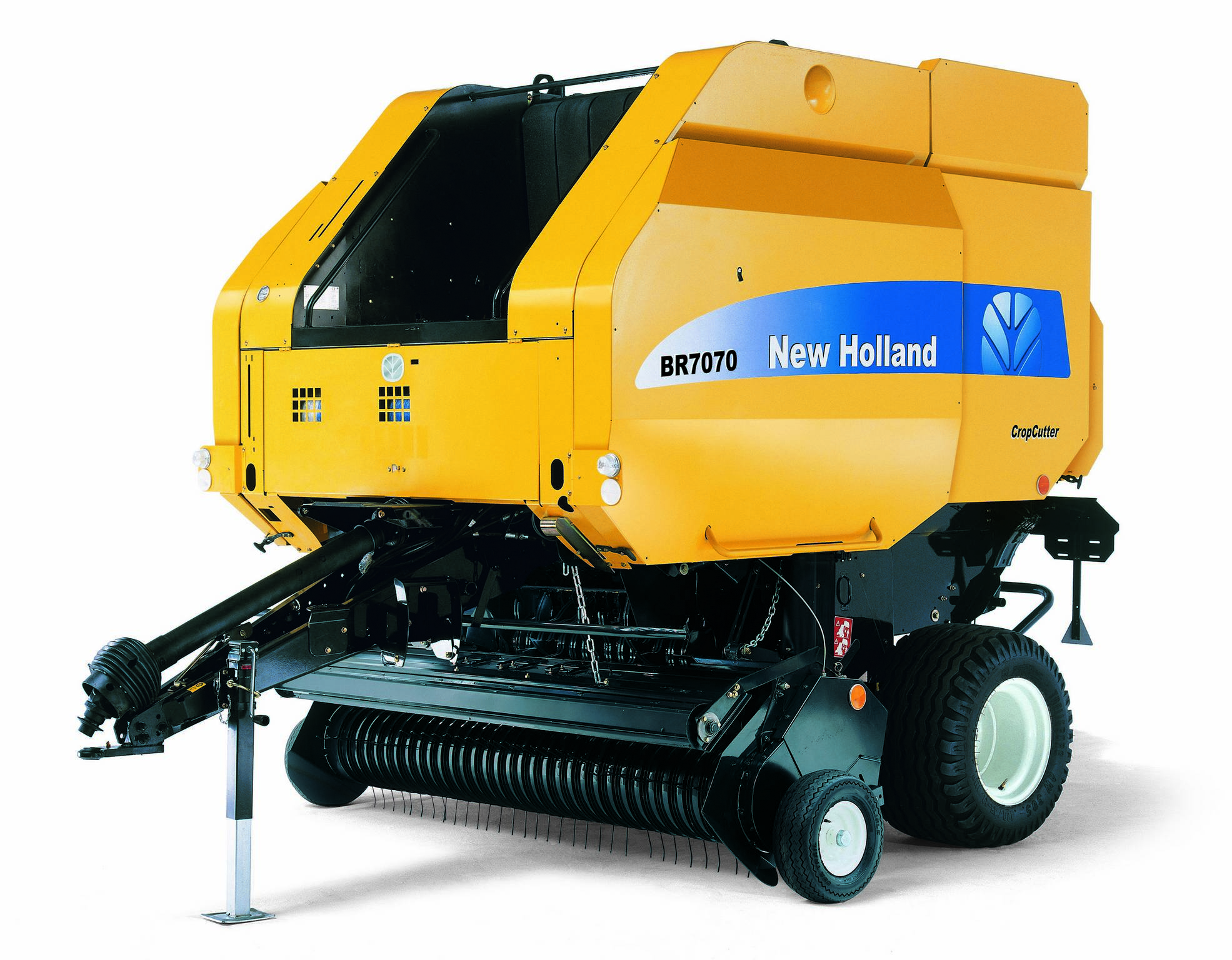
Bálázó
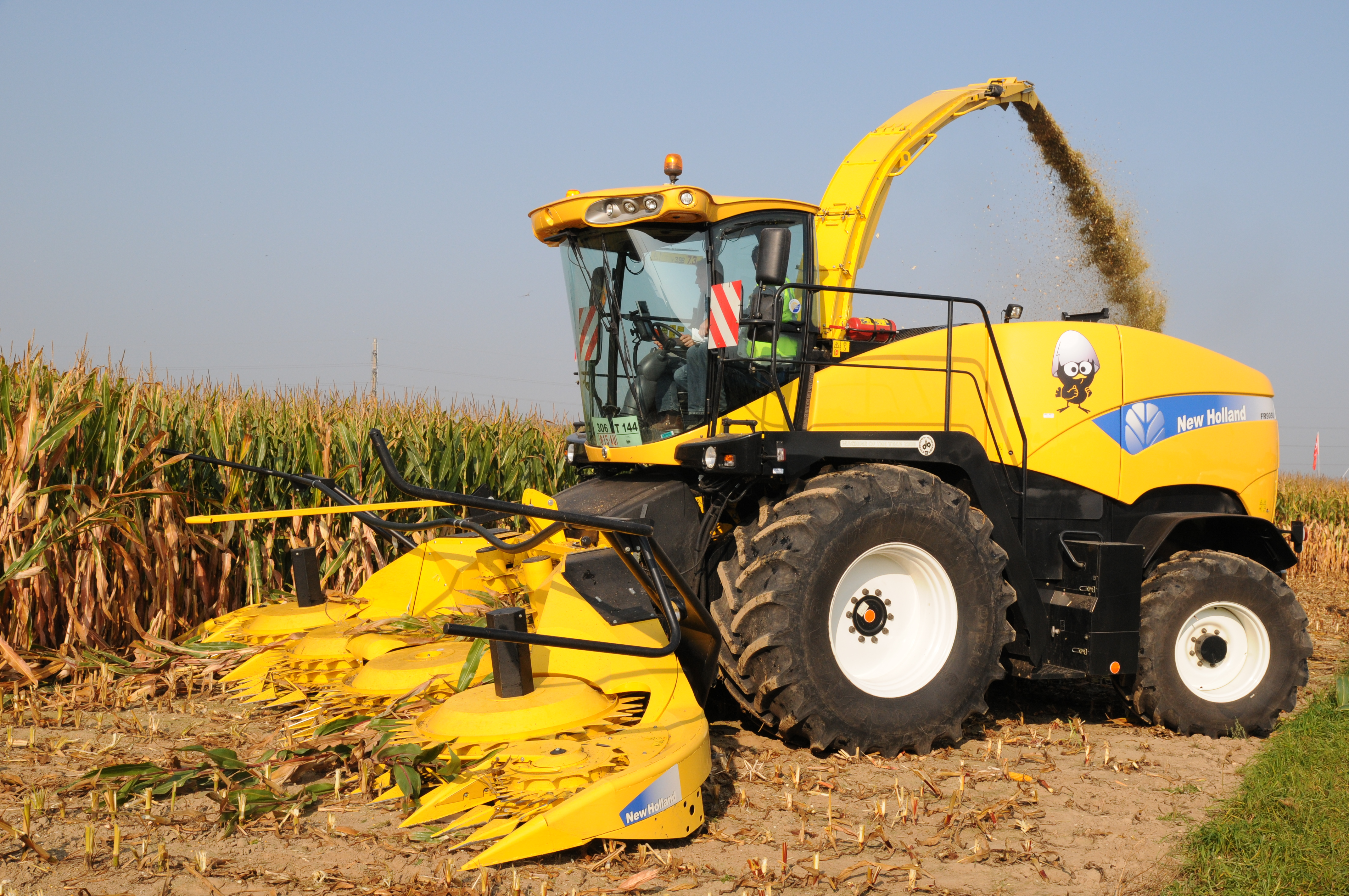
Szecskázó
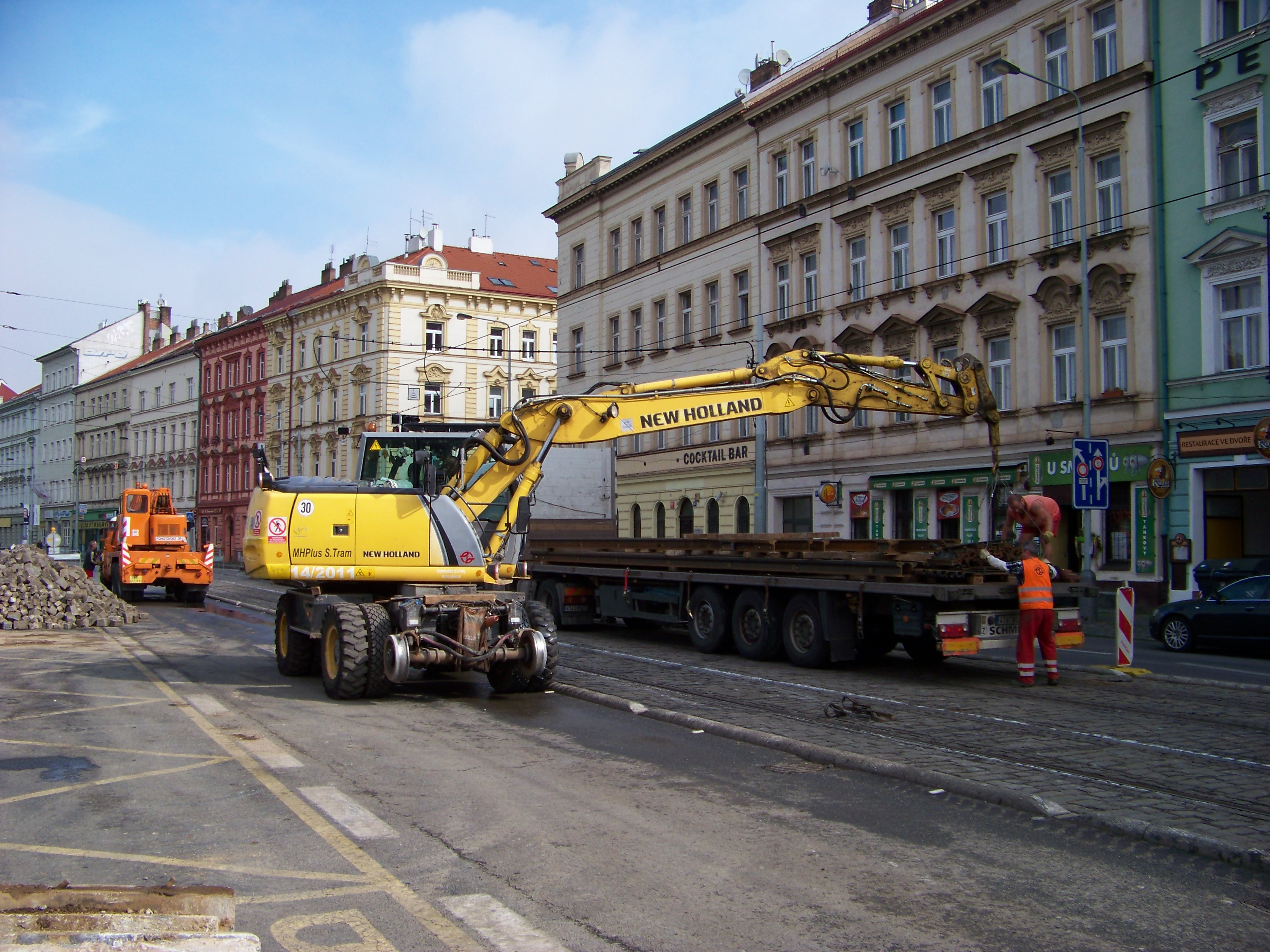
Exkavátor
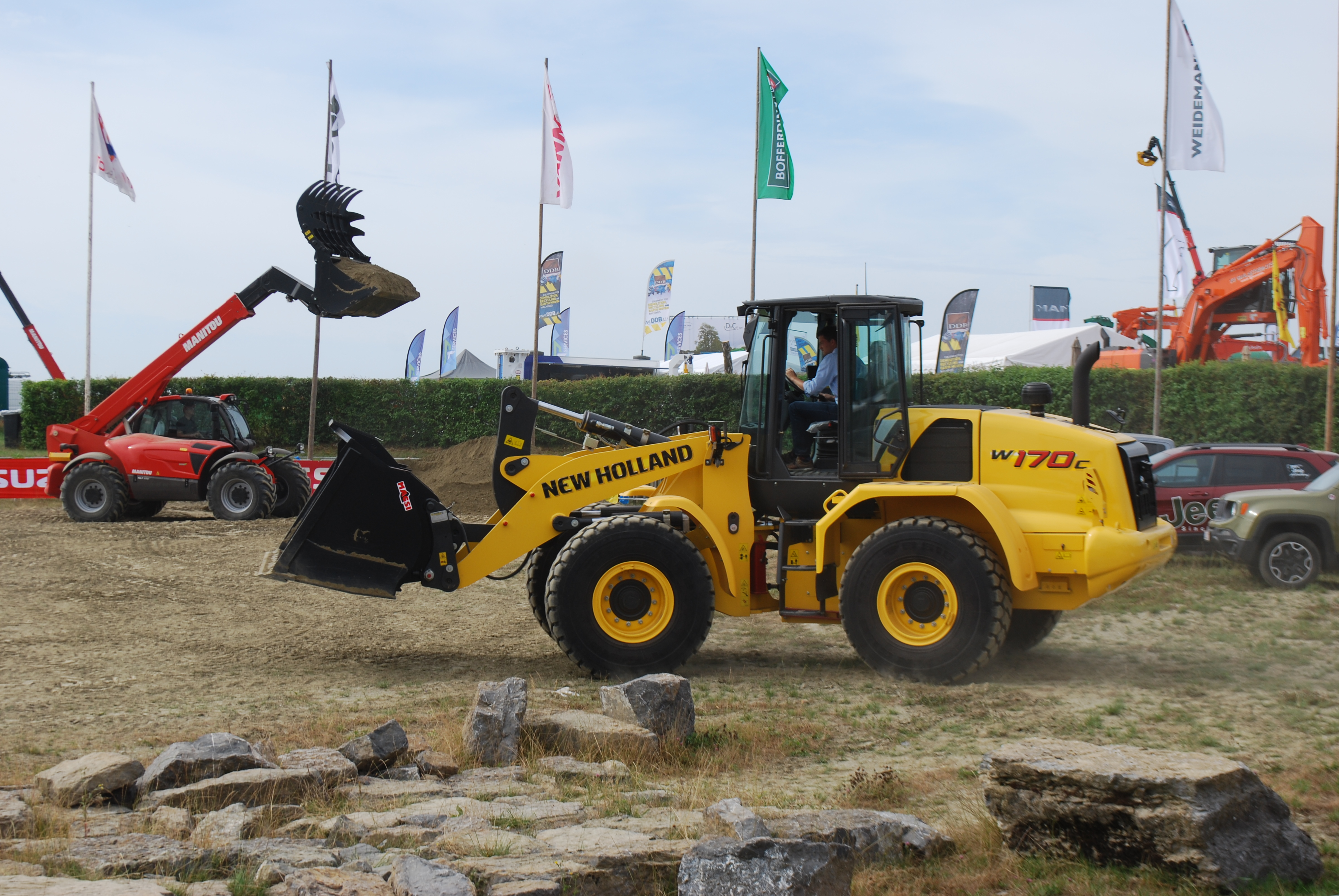
Homlokrakodó
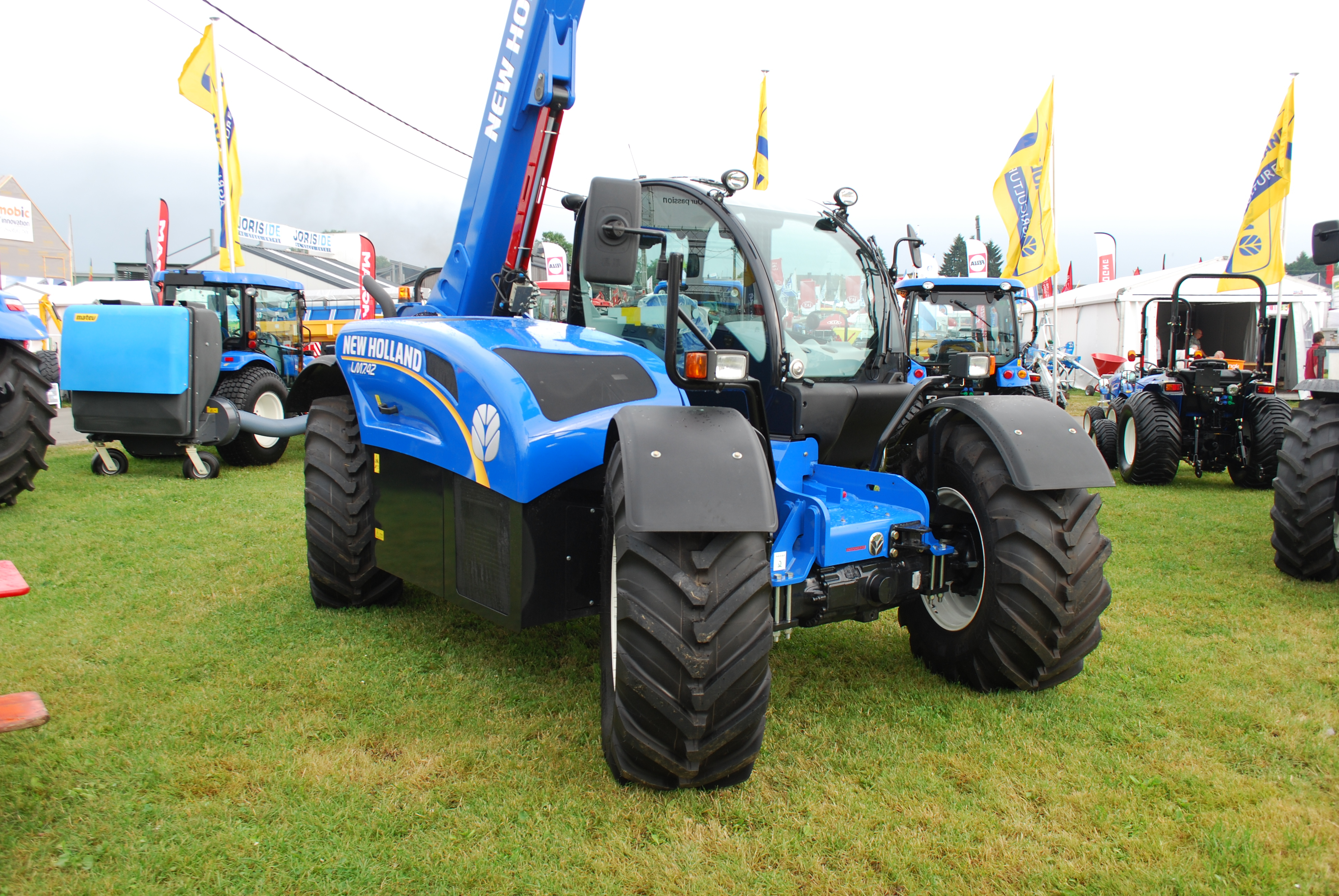
Teleszkópos rakodógép
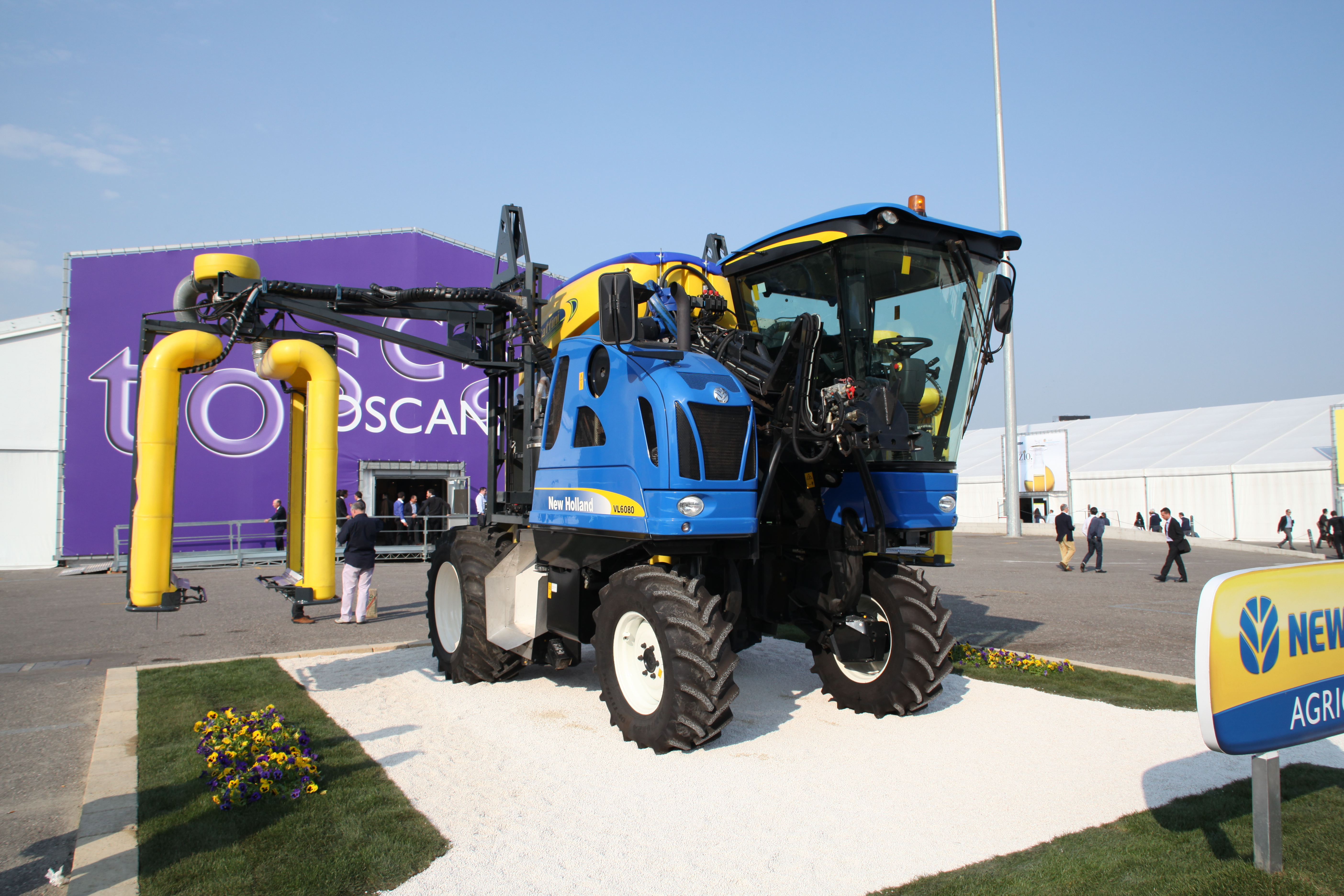
Szőlő betakarító
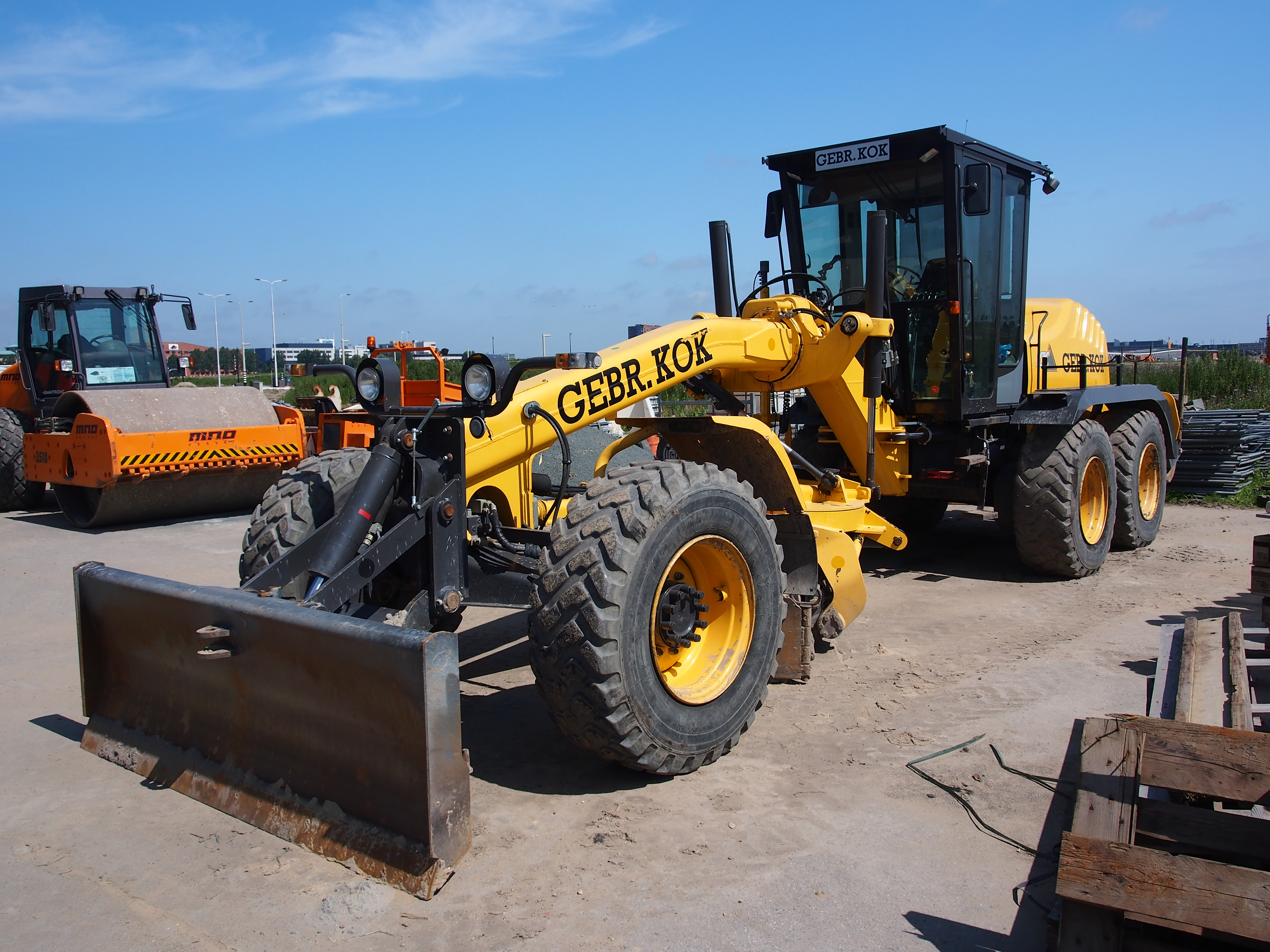
Gréder
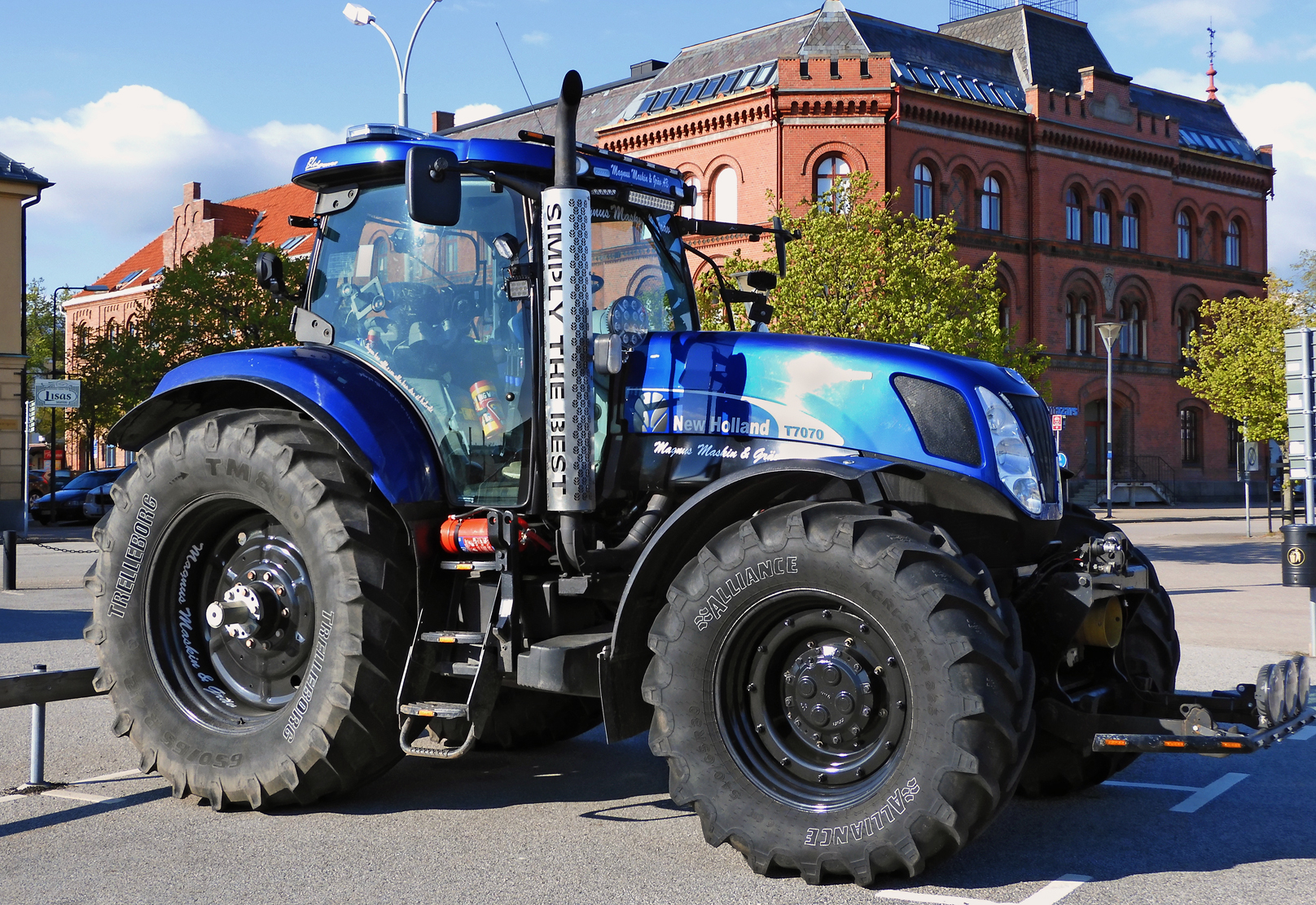
New Holland T7070 2009.

## Fordítás
Ez a szócikk részben vagy egészben  a   New_Holland_Agriculture című angol Wikipédia-szócikk fordításán alapul.  Az eredeti cikk szerkesztőit annak laptörténete sorolja fel. Ez a jelzés csupán a megfogalmazás eredetét és a szerzői jogokat jelzi, nem szolgál a cikkben szereplő információk forrásmegjelöléseként.